# Józef Dwernicki (1887–1940)
Józef Dwernicki (ur. 30 kwietnia 1887 w Temeszowie, zm. 1940) – polski ziemianin, ofiara zbrodni katyńskiej.

## Życiorys
Urodził się 30 kwietnia 1887 w Temeszowie jako syn Włodzimierza, właściciela Temeszowa i Obarzyma.
W 1905 zdał egzamin dojrzałości z odznaczeniem w C. K. Gimnazjum w Sanoku (w jego klasie byli Stanisław Beksiński, Franciszek Ksawery Kurkowski, Janusz Ostrowski).
W okresie II Rzeczypospolitej był właścicielem ziemskim majątku Obarzym.
Po wybuchu II wojny światowej i agresji ZSRR na Polskę z 17 września 1939 został aresztowany przez funkcjonariuszy NKWD. Został zamordowany w ramach zbrodni katyńskiej. Jego nazwisko znalazło się na tzw. Ukraińskiej Liście Katyńskiej opublikowanej w 1994 (został wymieniony na liście wywózkowej 72/1-4 oznaczony numerem 857). Jego brat Wiktor także został ofiarą zbrodni katyńskiej na terenach ukraińskich. Ofiary tej części zbrodni katyńskiej zostały pochowane na otwartym w 2012 Polskim Cmentarzu Wojennym w Kijowie-Bykowni.